# ديهل بيرتي
ديهل بيرتي (بالإنجليزية: Dehl Berti)‏ مواليد 17 يناير 1921 في كولورادو، الولايات المتحدة - الوفاة 26 نوفمبر 1991 في لوس أنجلوس، كاليفورنيا، هو ممثل أمريكي بدأ مسيرته الفنية سنة 1953.

## الأعمال
- الوصايا العشر
- آخر سلالة الموهيكيين

## روابط خارجية
- ديهل بيرتي على موقع IMDb (الإنجليزية)
- ديهل بيرتي على موقع أول موفي (الإنجليزية)
- ديهل بيرتي على موقع قاعدة بيانات برودواي على الإنترنت (الإنجليزية)
- ديهل بيرتي على موقع قاعدة بيانات الفيلم (الإنجليزية)